# Tetranychus fraternus
Tetranychus fraternus är en spindeldjursart som beskrevs av Meyer 1974. Tetranychus fraternus ingår i släktet Tetranychus och familjen Tetranychidae. Inga underarter finns listade i Catalogue of Life.